# Katlanfalu
Katlanfalu település Ukrajnában, Kárpátalján, a Munkácsi járásban.

## Fekvése
Alsóvereckétől északra, Csendes és Bagolyháza közt fekvő település.

## Története
Katlanfalu nevét 1645-ben említette először oklevél Kosztelnica, majd 1773-ban Kotilnicza néven.
Neve a falu fekvésére utal, ugyanis egy katlanszerű völgyben keletkezett. A szláv eredetűnek tartott Kosztelnica nevet 1904-ben az országos helységnévrendezés során magyarosították tükörfordítással Katlanfalura.
1910-ben 232 lakosából 7 magyar, 12 német, 213 ruszin volt. Ebből 220 görögkatolikus, 12 izraelita volt. A trianoni békeszerződés előtt Bereg vármegye Alsóvereckei járásához tartozott. 1991-ben körülbelül 300 ruszin lakosa volt. 2020-ig Csendes társközsége volt.

## Népessége
A 2001-es népszámlálás során a lakosság 99,55%-a ukrán, 0,45% orosz anyanyelvűnek vallotta magát, a 442 lakosából.

## Nevezetességek
- Görögkatolikus fatemploma és harangtornya - 18. században épült, a Szentlélek tiszteletére szentelték fel. Ma is működik.